# Nicolas-Jacques Conté
Nicolas-Jacques Conté (4 de agosto de 1755 - 6 de dezembro de 1805) foi um pintor, balonista e oficial do exército francês, e o inventor do lápis moderno.
Nasceu em Saint-Céneri-près-Sées (hoje Aunou-sur-Orne), na Normandia, e destacou-se por seu gênio mecânico, que foi de grande utilidade para o exército francês no Egito. Napoleão chamou-o de "um homem universal com bom gosto, compreensão e gênio capaz de criar as artes da França no meio do deserto da Arábia". 

## Aeronáutica
Um de seus primeiros interesses enquanto ainda estava em Sées foi a recém desenvolvida ciência da aeronáutica. Ele fez pelo menos um balão de ar quente que voou na praça pública local. Ele contribuiu para a melhoria da produção de gás hidrogênio, bem como para o desenvolvimento da bolsa de gás do próprio balão. 
No Egito, Conté foi chamado a usar seus conhecimentos sobre balões e foi convidado a preparar um voo para a celebração do ano novo francês em 22 de setembro de 1798, de acordo com o calendário revolucionário.  
Como não estava suficientemente preparado, o evento foi adiado para 1º de dezembro. Mesmo assim, seus esforços foram quase um desastre. O balão pegou fogo e os egípcios tiveram a impressão de que o que havia sido demonstrado era uma máquina de guerra para atear fogo nos acampamentos inimigos. Numa segunda tentativa, com um balão maior, consta que a ascensão foi testemunhada na Praça Esbekia, por cem mil pessoas. É provável que o uso do balão no Egito tenha se limitado a impressionar a população local e nunca tenha sido considerado adequado para fins militares. Al-Jabarti, ('Abd al-Rahman al-Jabarti al-Misri), em seu relato do episódio, registrou que “Eles afirmam que esse aparato é como um navio no qual as pessoas se sentam e viajam para outros países para descobrir notícias, e outras falsidades que não parecem verdade.” 

## Equipamento para escrever e desenhar
Conté inventou o lápis moderno, a pedido de Lazare Nicolas Marguerite Carnot. A República Francesa estava naquele momento sob bloqueio econômico, e incapaz de importar grafite da Grã-Bretanha, a principal fonte do material. Carnot pediu que Conté criasse um lápis que não dependesse de importações estrangeiras. Após vários dias de pesquisa, Conté teve a ideia de misturar grafite em pó com argila, e pressionar o material entre dois semicilindros de madeira. Assim foi formado o lápis moderno. Conté recebeu uma patente para a invenção em 1795, e formou a Société Conté para fazê-las. Ele também inventou o "crayon conté" nomeado em sua homenagem, um bastão de pastel duro usado por artistas. 

Na Exposition des produits de l'industrie française, de 1798, Conté ganhou uma distinção honrosa, o prêmio mais alto, por seus "lápis multicolores".